# Varennes (Yonne)
Varennes ist eine französische Gemeinde mit 330 Einwohnern (Stand: 1. Januar 2022) im Département Yonne in der Region Bourgogne-Franche-Comté (vor 2016 Bourgogne); sie gehört zum Arrondissement  Auxerre und zum Kanton Chablis (bis 2015 Ligny-le-Châtel).

## Geographie
Varennes liegt etwa 21 Kilometer nordöstlich von Auxerre. Umgeben wird Varennes von den Nachbargemeinden Jaulges im Norden, Villiers-Vineux im Nordosten, Méré im Osten und Südosten sowie Ligny-le-Châtel im Süden und Westen.

## Bevölkerungsentwicklung
| Jahr                      | 1962 | 1968 | 1975 | 1982 | 1990 | 1999 | 2006 | 2013 |
| Einwohner                 | 306  | 302  | 268  | 216  | 212  | 277  | 274  | 304  |
| Quelle: Cassini und INSEE |      |      |      |      |      |      |      |      |

## Sehenswürdigkeiten
- Kirche Saint-Jean-Baptiste